# 瑞西 (瑞士)
瑞西（法語：Jussy，法語發音：[ʒysi]）是瑞士日内瓦州的一个市镇，位于日内瓦市区以东。

## 纹章
瑞西的纹章为红底盾徽，其上图案象征瑞西历史上的三座城堡：
- Le château épiscopal de Jussy-l'Evesque
- Le château des Nobles de Jussy
- Le château du Crest

## 地理
瑞西是日内瓦州最东端的市镇，距离日内瓦市中心11公里。日内瓦州的海拔最高点（516m，hameau de Monniaz）也位于瑞西境内。

## 外部連結
- （法文）瑞西官方网站